# Varga Katalin (mozgalmi vezető)
Varga Katalin (Halmágy, 1802. augusztus 22. – Halmágy, 1852 után) az erdélyi bányászmozgalom vezetője volt az 1840-es években. A kisnemes származású asszony eredetileg saját peres ügyében kereste igazát Bécsben, de a Mócvidéken keresztül utazva, és megismerve a zalatnai kincstári uradalom román bányászjobbágyainak panaszait, az ő ügyükben is megpróbált eljárni. Ugyan kérvényeit kivizsgálták, de a hatóság őt magát veszedelmes felforgatónak tartotta, és Andrei Șaguna ortodox püspöki helytartó segítségével elfogatta. Miután négy évet töltött vizsgálati fogságban, háromhavi elzárásra, a perköltségek viselésére és Erdély területéről való eltávolításra ítélték az állami közbiztonság, a közbéke elleni vétség és a jobbágyok földesuruk elleni izgatása címén. Szabadulása után haláláig rendőri megfigyelés alatt élt szülőfalujában.

## Élete

### Család és a kötélgyártók pere
Erdélyben, az Olt mellett fekvő Halmágyon született 1802. augusztus 22-én, szegény kisnemesi családban. Apja Varga János, anyja Rozsondai Katalin, egytelkes kisbirtokosok, földjüket maguk művelték – így Varga Katalin is. Nemességükre csak egy 1846-os kérvény utal. Nyolcéves korában veszítette el édesapját, két évvel később édesanyját. Tízéves korától kezdve nagynénje, Rozsondai Anna nevelte Ilonka nevű húgával, míg fivére, János nagybátyjukhoz, Rozsondai Jánoshoz került. Az egyébként is kis birtok teljesen felaprózódott a testvérek között. Magyar anyanyelvén kívül megtanult románul és németül is. evangélikus vallású volt. Húszéves volt, amikor férjhez ment a jómódú özvegy Kelemen György kerékgyártóhoz, akinek két fiát is felnevelte előző házasságából, valamint részt vállalt vállalkozásában is. Közös gyermekük nem született. Elindította a kenderkereskedelmet, mely ugyan eleinte nyereséges volt, de később hitelt nyújtott vásárlóinak, akik azt nem fizették vissza. Időközben elvált férjétől a feleség okozta pénzügyi nehézségek miatt, tizenöt és fél évig éltek együtt. Kelemen 1847 elején, Varga Katalin elfogatásának idején meghalt.
A brassói kötélgyártók 631 forinttal adósai maradtak. Ellenük a brassói elöljáróságnál pert indított, de mivel nem jutott eredményre, kétszer is Bécsben járt, a császári udvarban, hogy ott kérjen segítséget. 1839. augusztus 1-jén a királyi kancellária nem foglalt állást, és visszautasította az ügyet Brassóba, de mivel ott ismételten elakadt, 1840 áprilisában visszatért Bécsbe, ahol az udvar már intézkedésre szólította föl a brassói elöljáróságot. Ott ismételten nem ért el eredményt, de a kerületi bíró felvilágosítása nyomán a „nyugtalan kérvényezőről” a per anyagai végleg irattárba kerültek. Varga Katalin vagyonát vesztve kezdett új életet.
1840-ben, mikor Bécsből Brassóba tartott, Aradnál meggondolta magát, és a főkormányszék székhelye, Kolozsvár felé folytatta útját. Valószínűleg ekkor találkozott a zalatnai kincstári uradalomhoz tartozó Abrudfalva, Bucsum és Kerpenyes bányászjobbágyaival, akiknek földesuruk, a kincstár nem volt hajlandó kifizetni az aranybányának a falvakra eső, több éves elmaradásban lévő jövedelemrészesedését. A három falu lakói megbízták Varga Katalint saját perük intézésével is, aki ezt ettől kezdve szívügyének tekintette.

### A három község pere

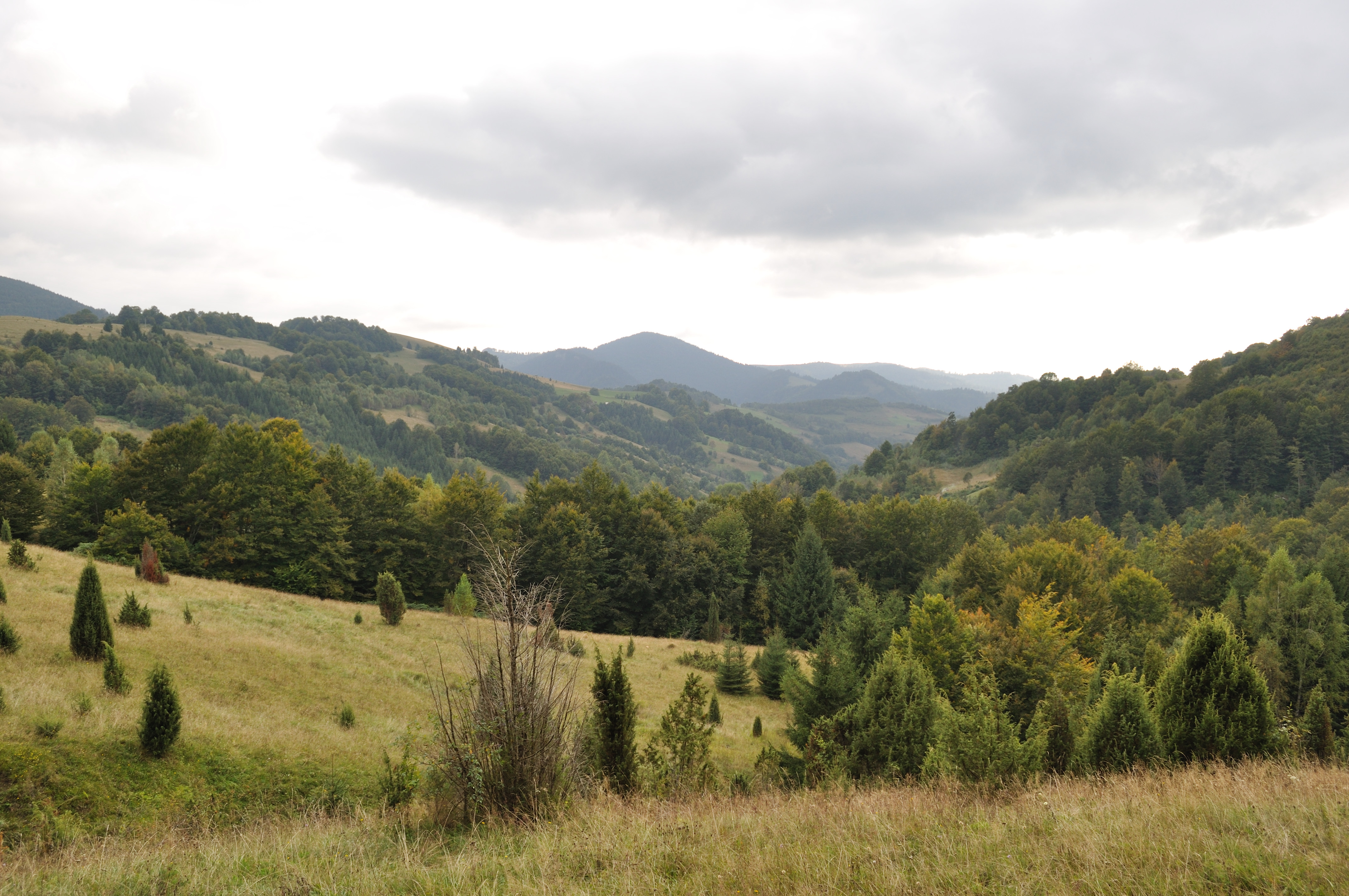
Bucsumi táj

A három falu a három zalatnai kincstári bányauradalom közül a középsőhöz tartozott. Román lakosságú szórt települések voltak, a központjukon kívül még több falumaggal. Lakóik, az ún. bányászjobbágyok munkaidejük 80%-át hagyományosan az egyénileg végzett külszíni nemesfémbányászatra fordították. A kinyert ércet kényszerárfolyamon kellett beszolgáltatniuk az uradalom aranybeváltóinak egyikében – a vidék így korán jelentős pénzforgalom kiindulópontja lett. Életüket számos privilégium szabályozta, de sorsuk a megelőző évtizedekben egyre rosszabbra fordult és korábban szerzett privilégiumaik jó részét a hatóságok már nem tartották tiszteletben. Báthory Kristóf a zalatnai uradalom bányászjobbágyait felmentette a harmincad és a gabonabehozatali vámok alól, amely mentességet a többi erdélyi fejedelem is megerősítette. I. Apafi Mihály az abrudfalvi, bucsumi és kerpenyesi jobbágyokat mindennemű adó alól felmentette. Az 1720-as évektől aztán egyre több kohó épült és az uradalom vezetői a bányászjobbágyokat egyre többször kényszerítették robot (favágás, szénégetés, szállítás) végzésére. Ezen kívül egyre több erdőt idegenítettek el az üzemek céljaira, pedig különösen a felső uradalom és Kerpenyes lakói számára fontos bevételt jelentett a faedénykészítés. A bányászjobbágyok a gyakoribbá váló szökésekkel válaszoltak a szigorításokra. 1775-ben újrarendezték az uradalmi szolgáltatásokat: minden telekre heti két robotnap jutott, amelyeket pénzzel (taxa) lehetett megváltani – egyben ez a taxa jelentette az uradalom egyetlen saját, helyben maradó bevételét, a tisztviselőknek érdekük fűződött tehát a beszedéséhez.
1789-ben, a Horea–Cloșca-féle parasztfelkelés leverése után a középső uradalom községei szerződést írtak alá, amelyben vállalták, hogy „önként” leszállítják a bányáknak és a kohóknak szükséges anyagokat és eszközöket. A szerződés nem maximálta az elvégzendő munka mértékét, mivel azonban az aranybányászat jövedelmezősége a következő két évtizedben visszaesett, ezt az időszakot az ideiglenes nyugalom jellemezte. 1811-ben az arany devalvációja, 1814–1817-ben éhínség keserítette a bányászok életét. Az uradalom a robot újabb nemeit eszelte ki, amelyeknek taxával való megváltását számonkérhette. A jobbágyok a legsérelmesebb robotnemnek az évente több hétig tartó, a messzi Offenbányán végeztetett munkát tartották, melynek során az Aranyosból kellett kihalászniuk a leúsztatott fatörzseket. Nekik kellett ellátniuk fával az izbitai fűrészmalmot is. Az uradalom ezen kívül rendszeresen fölszámolta és újraerdősítette a falvak irtásait, amelyeken a saját élelmezésükre vetettek terményeket, megtiltotta a jobbágyoknak a tűzifával való kereskedést és akadályozta a falvak kocsmáztatási jogának érvényesítését. A falvak már 1836-ban úrbéri keresetet indítottak az uradalom ellen. Erre válaszul vezetőiket nemcsak letartóztatták, de össze is vonták perüket az eredeti keresettel. Ekkor a falvak követeléseik közé vették a két ügy anyagának elkülönítését is.
A három falu térségében Varga Katalin gyakran változtatta lakóhelyét és öltözetét. Legtöbbször a falvak közösségeinek vezetőinél szállt meg, azonban rendszeresen tett eleget vacsorameghívásoknak a többi parasztcsaládnál is. Rendszeresen hívott össze gyűléseket – többnyire a templom előtt –, ahol meghallgatta, majd lejegyezte a bányászok panaszait. A kérvények megfogalmazásában pesti ügyvédek segítettek neki, kiket korábbi útjain ismert meg.
Miután Varga Katalin Bucsumba költözött, elkészített egy kérvényt, melyet maga írt alá és vitt el Bécsbe. Ez rendszerezte a három falu panaszait: a tisztek zaklatásait és a korábbiaknál is több robotot, valamint követelte a privilégiumok betartását. A kérvény 1841 januárjában már az uralkodóhoz került, azonban a területén fekvő bányauradalmakkal egyébként állandó konfliktusban álló vármegye csak 1842-ben küldött egy vizsgálóbizottságot az erdősérelmek ügyében. A kiküldött biztos, Fosztó Menyhért alispán jelentésében megállapította, hogy a jobbágyok követeléseinek java jogos, és helytelen, hogy az uradalom az egy telken élő családoktól külön-külön megköveteli a taxát, holott azt csak telkenként szedhetné be. Ennek hatására Varga Katalin felszólította a falusiakat, hogy nyugodtan használjanak az erdőkből annyi fát, amennyire a kohókban és saját maguknak szükség van, valamint kergessék el az erdőőröket. 1843 márciusában a királyi kancellária újraélesztette a vizsgálatot.
Szintén a vizsgálat folytatása mellett szólt, hogy 1843. május 6-án a Detunáta mellett Varga Katalin vezetésével 50-60 bottal és baltákkal felfegyverzett jobbágy vonult fel a tőlük kisajátított földeken erdőültetvényezésbe kezdő uradalmi emberek ellen. Összetűzésre végül nem került sor, de a falusiak elpusztították a facsemetéket. Fosztó alispán jelentése szerint az incidensben nem a bányászjobbágyok, hanem az erdőtelepítők voltak hibásak. Az uradalom ezután mindent megtett Fosztó jelentésének megsemmisítéséért, Varga Katalint pedig a „veszedelmes lázasztónő” és „ámítónő” címkékkel illették. A vármegye és az uradalmak számos sikertelen kísérletet tettek Varga Katalin elfogására. Varga Katalin 351 bányászjobbágy nevében újabb kérvényt fogalmazott meg, míg a kincstár az előző kérvénnyel kapcsolatos döntések megsemmisítésén fáradozott:
A bennünket érő elnyomatások, a szüntelen önkényes pénzbeli zsarolások ugyannyira elviselhetetlenek, hogy ha privilégiumaink fenntartása által nem kapunk segítséget, a régebben rendíthetetlen hűségű és jómódú bányászok, ő császári királyi apostoli felség hasznos alattvalói a köz kárára elerőtlenedett koldussereggé fognak lesüllyedni. Könyörgünk tehát felséged kegyéért, hogy panaszaink kivizsgálására pártatlan királyi bizottságot nevezzen ki, mely vizsgáljon ki mindent, helyezzen bennünket vissza régi privilégiumainkba, védjen meg bennünket minden önkényes testi fenyítéstől, zsarolástól, kettős robottól, perünket pedig, mely a királyi táblánál a mai napig elintézetlenül hever, kegyelmesen fejeztesse be, hogy ne legyünk kénytelenek mindig lélekben és testben elerőtlenedett, sokféle elnyomástól kimerített, hasznavehetetlen bányászokként panaszkodni, hanem hogy erőteljes, jómódú alattvalókként, őseinkhez hasonlóan állhassunk helyt…
A per tárgyalására még 1843-ban sor került, ahol Fosztó Menyhért lett a három község képviselője. A tárgyalás nem járt eredménnyel, a folytatást pedig 1848-ra halasztották. Azonban a főkormányszék egy újabb, a Horea és Cloșca vezette felkeléshez hasonló fegyveres megmozdulástól való félelmében 1844. február 28-án határozatot hozott. E szerint a zalatnai uradalom jobbágyai nem voltak többé kötelesek azon jobbágyszolgáltatások teljesítésére, melyek túllépték az 1789-es megállapodásokat, és ha az uradalom azt nem kívánja betartani, jogi úton kell kezdeményeznie annak eltörlését. Az egy telken lakó családok közül csak egy volt köteles robot teljesítésére, a többi csak bért fizetett. Továbbá engedélyezték az alkoholos italok szabad kereskedelmét, és tiltották azok uradalmi lefoglalását. Fosztó Menyhért személyesen olvasta föl és fordította le a határozatot a három község népének. Elmagyarázta, hogy annak értelmében pontosan milyen kötelezettségek hárulnak rájuk. A kincstár fellebbezést nyújtott be a határozat ellen, amit az udvar elutasított. Az uradalom azonban továbbra is korábbi gyakorlatát folytatta és Fosztót néplázítóként állította be, amiért pontosan ismertette a jobbágyoknak az 1789-es megállapodás tartalmát.
Eközben a hatóságok folyamatos sikertelen próbálkozásokat tettek Varga Katalin elfogására, azonban Simion Țandro és Teodor Crîznic bányászokat a nagyenyedi börtönbe zárták. Ekkor a főkormányszék és a vármegye is erőket mozgósított ez ügyben: 1844. augusztus 26-án körlevélben értesítették a törvényhatóságokat Varga Katalin személyleírásával, miszerint „öltönyét változtatja, némelykor strimflibe és csinos öltönybe jár, máskor oláhosan öltözködik, utazik gyalog és lóháton. Ki is szorgalmatosan fölkerestetvén, ha megtaláltatik, fogattassék el és biztos őrizet alatt kísértessék nemes Alsófehér megye tisztségéhez.” Ebből kifolyólag Varga Katalin gyakran változtatta lakhelyét, de többnyire Pojényben tartózkodott. Bucsum környéki erdei házához több kémet állítottak készenlétbe, hogy bármikor elfoghassák. Ennek hatására a faluk lakói latin nyelvű kérvényben fordultak az uralkodóhoz, amelyben Varga Katalint ártatlannak és jóságosnak írták le, és menlevelet kértek neki. A királyi kancellária utasította a főtörvényszéket, hogy „Varga Katalin minden további zaklatás nélkül békésen visszatérhessen hazájába és ebből a célból lássa el a szükséges útlevéllel”. Ez tiltakozást váltott ki, elsősorban a kincstár részéről.

### Aktív ellenállás

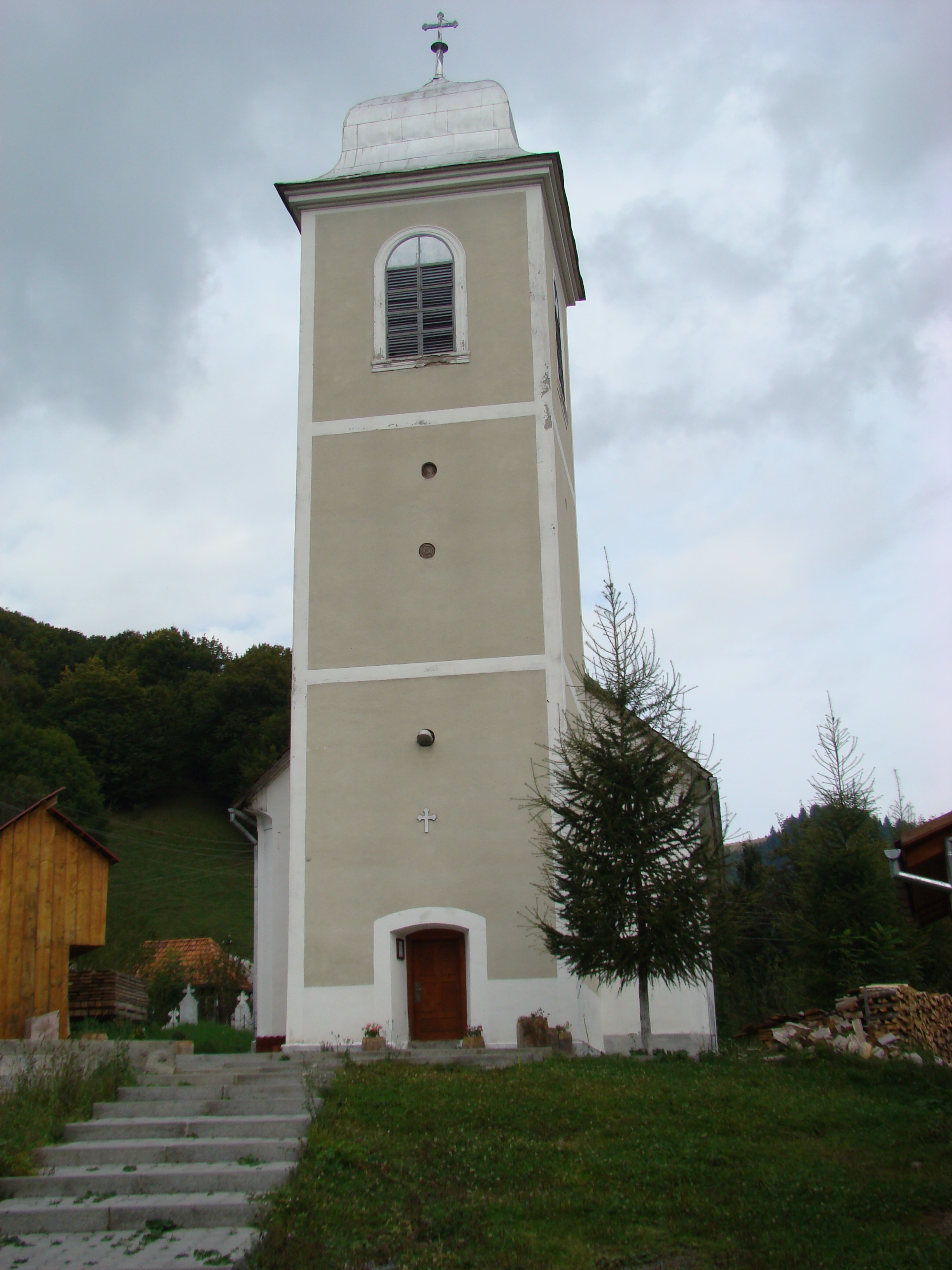
A bucsumsászai ortodox templom

A térségben 1700 óta próbálkoztak az ortodox román népesség görögkatolikus hitre való áttérítésével. Az udvar 1844. december 17-én 1000 forintot ítélt meg egy új görögkatolikus templom építésére Bucsumsászán. 1845. április 25-én, amikor elkezdődtek volna a munkálatok, az a helybéliek ellenkezésébe ütközött, mivel azt hitték, hogy uradalmi iroda épül. Dumitru Nicoară és néhány társa vasvillával akadályozta meg a parókia építését, arra hivatkozva, hogy a telek jobbágyi tulajdonban van. A történteket Varga Katalin hatásának rótták föl. Ezután a jobbágyok közül többen újra felvették a robotot, miközben Katalin számos újabb kérvényét a főkormányszék elutasította.
1845. március 9-én az abrudfalvi templom előtt Varga Katalin beszédében erőszakos fellépésre buzdította a falusiakat azokkal szemben, akik az uradalom számára fát vágnak. Mikor az uradalom a tiltás ellenére kis mennyiségű szeszes italt lefoglalt, Varga levélben szólította fel Szakács Mikes Sámuel abrudbányai ügyvédet, hogy lépjen fel ez ellen az ispánságnál. Varga Katalin befolyásának növekedésére a kamara nyomást gyakorolt Fosztóra, aki személyesen indult el jobb belátásra bírni a falusiakat, de csak 1846 februárjában ért el kisebb eredményeket, Kerpenyesen. Bucsumban Varga Katalin ötven – bottal felfegyverzett – követőjével Ion Danciu Pleșa bíró udvarára vonult, ahol az adópénzek számadását követelte, ami dulakodásba fulladt. A jelentések minden estben Katalint nyilvánították bűnösnek, és a kincstár kitartott álláspontja mellett, miszerint el kell őt fogni.
Varga Katalin elfogatása az erdélyi főnemesség számára is sürgetővé vált. Egyrészt a galíciai parasztfelkelés kitörésének nyugtalanító híre miatt, másrészt mivel a közelítő 1846-os erdélyi országgyűlés egyik legfontosabb kérdésének épp az úrbéri rendezés ígérkezett. Báró Jósika Sámuel kancellár és gróf Teleki József főkormányzó 1846. augusztus 10-én katonai erőket kért Anton Puchner főhadparancsnoktól. Varga Katalin ebben a helyzetben meglepő lépésre vállalkozott és ismét személyesen vitte kérvényét Bécsbe:
Jóllehet mi alulírt helységek a rajtunk elkövetett számtalan zsarolások miatt elkeseredve már több ízben is folyamodánk császári királyi felséged trónja eleibe fejedelmi privilégiumokon alapuló törvényes igazainknak a tisztviselők erőszak elleni oltalmazása tekintetéből; s jóllehet császári királyi felséged népének valódi édes atyja, mindannyiszor méltóztatott felséges parancsai által sérelmeink orvoslását legkegyelmesebben elrendelni: mindazonáltal, mintha egyenesen az önkény zsarnok szeszélyének játékává volnánk a sors által kárhozatva, az illető uradalmi s megyei tisztviselők közremunkált visszaélései miatt a minden emberi méltóságot lealacsonyító keserves elnyomatás zsibbasztó igája alól menekülni […] nem bírtunk.
A kérvény menlevelet kért Varga Katalinnak, mivel a három község minden felelősséget átvállalt; pártatlan vizsgálóbizottságot kért, melynek költségeit a községek fedezték volna; kártérítést kért a mértéken felüli terhelésekért és kérték privilégiumaik megújítását. Továbbá szerepelt a kérvényben a kérés, hogy minden katonai végrehajtás maradjon el a vizsgálóbizottság érkezéséig. Ekkor az országos felkeléstől tartó Jósika kancellár letett a katonai akció tervéről és az 1846. június 27-én ortodox püspöki helytartóvá kinevezett Andrei Șaguna segítségét kérte.

### Andrei Șaguna politikája és Varga Katalin elfogatása

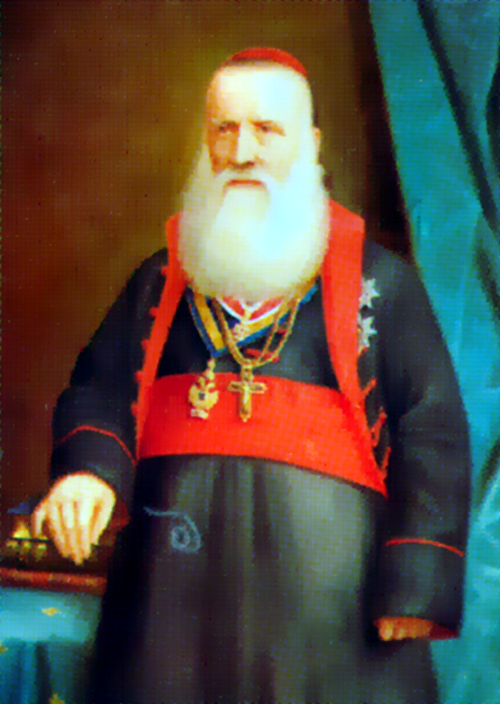
Andrei Șaguna

Andrei Șaguna rendezési tervét, miszerint engedményeket tesznek a parasztságnak, Varga Katalint pedig Magyarországra száműzik (mivel ekkor még magyarországi származásúnak hitték), mind a kancellár, mind a főkormányzó, mind az alispán támogatta. Șaguna, miután szeptember 2-án elfoglalta nagyszebeni hivatalát, 24-én Zalatnára érkezett. Itt előbb tanácskozást tartott Nemegyei János uradalmi igazgatóval, majd 27-én sikertelenül próbált istentiszteletet tartani Bucsumban, de 29-én Izbitán, 30-án pedig Kerpenyesen találkozott a parasztokkal. Október 1-jén 170 abrudfalvi és bucsumi jobbágy vitte el Șagunának Abrudbányára írott nyilatkozatát, amelyben jogaik fenntartása mellett, az úrbéri per lezajlásáig megígérték az elvárt szolgáltatások teljesítését. A három falu jobbágyai ismét felvették a robotot. Időközben Jósika kancellár tudomást szerzett Varga Katalin bécsi útjáról, így gróf Josef Sedlnitzky rendőrminisztert felkérte a kézre kerítésére. A kamara sürgetésére Teleki főkormányzó hivatalosan is megbízta Șagunát Varga Katalin ügyének rendezésével.
Az abrudfalvi ispánság jelentette Nemegyeinek, hogy Varga Katalin december 29. délelőttjén átutazott Abrudbányán Bucsum felé. Az igazgató ezt jelentette gróf Nádasdy Ferenc kincstartónak, aki két bucsumi papot bízott meg Varga Katalin megfigyelésével, majd miután a jobbágyok ismét abbahagyták a robotot, az uradalom sürgetésére mozgósította Șagunát. A tervek szerint Teleki gróf 1847. január 7-én kiadta a parancsot Varga Katalinról: „ha kiadattatik, rögtön elfogattassék és a már e részben kibocsátott legfelsőbb rendeletek szerint honjába visszakísértessék”, 12-én pedig meghívás érkezett Șagunának Bucsumból. Șaguna január 14-én indult el Bucsumba Pogány György alispánnal és Tövissy Gergely szolgabíróval. Január 17-én, Abrudfalván Șaguna a környékbeli papokat másnapra az izbitai templomhoz kérette. A bucsumi delegáció arra kérte a püspöki helytartót, hogy uradalmi és vármegyei tisztek kísérete nélkül jelenjen meg, aminek Șaguna nem tett eleget. A gazdag izbitai paptól díszes ebédet rendelt magának, melyet később a pap a három község jobbágyaival fizettetett ki.
Șaguna saját érdemeit kidomborítva így jegyezte le a történteket:
És így megérkezvén a sors napja, 18-ik Januarius kirándultam a már tisztelettel nevezett vármegye tisztjeivel és a királyi uradalom részéről Sulutz János ellenőr és Wohlhirt József erdősáfár urak kíséretében Bucsum helység Izbita nevű kerület templomába és az isteni szolgálat után egy, az ünnepi napnak, valamint viseleteknek is megfelelő főpásztori tanítást és oktatást az igen nagy számmal s körülbelül 6—700 személyből álló népnek adtam. Melyek után felszólíttatván a nép, hogy nyilatkozna sorsa eránt, mely felszólításra, minekutána rendetlenül felelt volna, megkérdém a népet: ha vagyon-e ügyvivője a pörökben? és azt feleletül adván, hogy vagyon, oda utasítám, hogy hoznák előmbe, hogy tőle mindenekről kellő felvilágosítást kaphassak. És így ketten elmentek és hoztak előmbe egy alacsony termetű asszony állatot, akit megkérdezvén: hogy ki lenne ő? és megértvén tőle, hogy Varga Katalin, keményen felszólitám, hogy mondaná meg körülményesen, ki legyen ő? Mert róla sok nagy és csodálatos dolgokat beszél a fiscus népe, nevezetesen pedig, hogy egy valami nagy családnak tagja volna és hogy némü szabadságos levelekkel és pecsétekkel bírna, amelyeknek egy tisztviselő sem merészel ellenszegülni és más eféléket.

De midőn mindezekre csak azt felelte volna, hogy ezen hírek és beszédek felőle csak puszta szavak, a bucsumi földészek dolga iránt pedig oda nyilatkozott volna, miképpen a legfelsőbb rendeleteknél fogva vizsgálás újontán határoztatott legyen: azért itten jónak találtam Excellentiádnak mult év 14. November alatt hozzám intézett kegyes parancsát a nép előtt felolvastatni a tisztelt alispán Úr által, mely idő alatt ki akarta magát húzni a nép között a templomból, de én hozzája közelítvén megfogám és közelebb hozzám állítám.
Ezek után nyíltan megértettettem a néppel mindazon cselszövéseit és törvényellenes magaviseletét, amellyekkel tőlök pénzt kicsikarni szokott, mind pedig azon nagy veszedelmeket, amelyekben elkerülhetetlenül esendnek, ha még továbbra Is közöttök tartózkodna ez a lázasztónő, aki nálok csak károkra lappang.
Melyeknek nyomán, minekutána a több százakra menő összegyűlt nép tömegének értésére adtam volna azon kegyes felsőbb rendeletet, hogy Varga Katalint adják ki, egyenesen megmondám nékiek, miképpen ezen veszedelmes lázasztónőt nállok többé nem hagyom, hanem magammal elviszem, hogy asztán hazájába küldessem el. Mindezek után pedig megerősítvén őket keresztényi és polgári józan és erényes viseletre, a törvényhatóságok iránt kellő tiszteletre és engedelmességre, valamint kötelességeiknek pontos teljesítésére, kivittem magammal a templomból a lázasztónőt, őtet az alispán és szolgabíró urak karon fogva vivén s így a többi papokkal s kamarai tisztekkel engemet követvén, anélkül, hogy csak egy lélek is mondott volna valamit ellene, mert mindnyájan meg voltak lepve és kellőleg felvilágosítva az asszony állat dolgairól. s így egyenesen szányomra ültem, Varga Katalint és alispán urat magamhoz vevém.
Ekkor egy-két hangok hallottak a tömegnép részéről, hogy nem engedjük az asszonyunkat elvinni, nevezetesen pedig Czandro Simion Pitok részéről, aki a lovaimat megfogta, hogy hátra tartóztasson, de intésemre mindjárt félre ment. Ezen néhány földészek részéről nyilvánított csekély ellenszegülés még jobban meggyőzött arról, hogy maga a nép szívesen vette és látta a történteket.

És így a tulajdon nap Zalatnára hoztam a lázasztónőt, ahonnan másnap Magyarigenbe érkeztem és onnan harmadnap, azaz 20-ik Januariusban a fent tisztelt alispán és szolgabíró urakkal Enyedre hozánk a nemes vármegye fogházába, ahol is mostanában találtatik.
A történészek Simion Balint verespataki görögkatolikus esperes beszámolóját tartják a leghitelesebbnek. E szerint az elfogatás a paplak előtt játszódott le. Varga Katalin, miután a szánhoz érve néhány magyar szót váltott a püspöki helytartóval, az feltessékelte a szánba. Mikor Varga Katalin nem tett eleget a kérésnek, Șaguna felkapta és betuszkolta a szánba, majd maga is felszállt Pogány alispánnal együtt. Ekkor szólt Șaguna a kocsisnak: „Hajtsad Jancsi!” Ezután Simion Țandro a lovak kantárjához kapott, de amikor a helytartó rákiáltott, elengedte, a szán pedig elhagyta a helyszínt. A távolabb álló tömeg későn érkezett Varga Katalin kiszabadítására. Innen Magyarigenbe, majd január 20-án a nagyenyedi börtönbe vitték. A hatóságok számára ekkor derült ki, hogy Varga Katalin erdélyi születésű, így a kitoloncolás helyett tárgyalásokat kell indítani.
A püspökválasztáson, 1847. december 2-án, Tordán Șaguna a legkevesebb szavazatot kapta, azonban a király őt nevezte ki püspöknek. Az elfogatásért Șaguna, Pogány, Tövissy és a közreműködő bucsumi papok pénzjutalomban részesültek. A román polgárság lapja, a Gazeta de Transilvania végig Șaguna politikája és Varga Katalin elfogatása mellett foglalt állást.

### Börtönévek
Teleki főkormányzó január 23-án rendelkezett arról, hogy Varga Katalint továbbra is Nagyenyeden kell fogva tartani, illetve kihallgatni. Nádasdy kincstartó január 26-án Varga Katalin menlevelének visszavonását és a nemesasszony perbefogását indítványozta. A hatóságok nyomozása és a fogoly tanúvallomásai nem jártak kielégítő eredménnyel Varga Katalin múltját illetően. A fogházban papírt és íróeszközöket is rendelkezésére bocsátottak és levelezhetett családjával, valamint Alexandru Bohăţel kolozsvári ügyvéddel. További hét papírlapot is teleírt, melyek fennmaradt szépirodalmi munkáját tartalmazzák. Verseit nem sorokba szedve, látszólag prózában jegyezte le. Műveinek üzenete többnyire abban állt, hogy gyors szabadulásra számít, és utána folytatni kívánja a három község perét. Az erdélyi országgyűlés ekkor tárgyalta az úrbérrendezésre vonatkozó törvényjavaslatot, így a kancellária kérte Puchner József hadseregparancsnokot a biztonságosabb gyulafehérvári börtönbe való áthelyeztetésére, mely március 26-án meg is történt. Itt a fogda legveszélyesebb bűnözők számára fenntartott celláinak egyikébe zárták, melynek ajtaja vasrudakkal volt megerősítve. Lefoglalták írásait, íróeszközeit, csak ruhaneműit és húsz krajcárt tarthatott magánál. A tömlöc elé éjjel-nappali őrséget állítottak, és nem engedtek hozzá látogatókat.
A bűnper megindítását a főkormányszék 1847. február 25-én javasolta, melyet követően Bánffy Miklós főispán vezetésével kezdődött meg a részletes vizsgálat és a tanúk kihallgatása. A terjedelmes jegyzőkönyv a közügyi igazgatósághoz 1848. január 25-én érkezett meg, a vármegye pedig június 15-én küldte vissza hitelesítve. Közben a forradalom kitörése miatt a főkormányszék sürgetésére Donáth Sándor közügyi igazgató közölte a tízpontos vádiratot. Ebben a teljes felelősséget Varga Katalinra hárították. A főkormányszéktől augusztus 22-ére megérkezett minden, a perhez szükséges irat, a per azonban a szabadságharc kitörése miatt elmaradt. Varga Katalin az 1848–49-es forradalom és szabadságharc idejét börtönben töltötte. Gyulafehérvár végig császári kézen maradt. A per újraindítására 1850 áprilisában került sor, helyhiány miatt, s mivel Varga Katalin magaviselete „nyugodt és bigott” volt. Az elsőfokú ítélet december 14-én született meg. Négy éves vizsgálati fogság után háromhavi elzárásra, a perköltségek viselésére és Erdély területéről való eltávolításra ítélték az állami közbiztonság, a közbéke elleni vétség és a jobbágyok földesuruk elleni izgatása címén.
A másodfokú ítélethozatalra 1851. február 10-én került sor. Az indoklás már szakított a Donáth-féle vádpontokkal, eszerint nem a közhangulatot akarta szítani, hanem csak a robotszolgáltatások mértékét akarta egy korábbi állapotra visszaállítani abban a hiszemben, hogy a földesúr a jobbágyok jogait sérti. Ezen felül – mivel időközben a földesúri szolgáltatásokat eltörölték – az ítéletet annyival enyhítették, hogy kikerült belőle az Erdélyből való száműzetés. Varga Katalin az elzárás letöltése után, május 21-én szabadult. Visszatért Halmágyra, ahol rendőri megfigyelés alatt tartották, és nem térhetett többé vissza a zalatnai uradalomba. A nyár folyamán még híresztelték, hogy újra a három községben tartózkodik, de november 10-én jelentették, hogy egyszer sem hagyta el Halmágyot. A kormányzati iratokban 1852-ben szerepel utoljára neve, még a halotti anyakönyvbe sincs bejegyezve. A falu hagyományai szerint a 181. számú házban élt élete végéig, és temetésén a falu nagy része jelen volt, azonban ennek dátuma ismeretlen.

## Hatása és jelentősége
Varga Katalin alakja köré már életében olyan legendák szövődtek, hogy befolyásos kapcsolatokkal rendelkezett, az uralkodói család tagja vagy a császár dajkája volt. A hatóságok részben ezért fordítottak nagy gondot az előéletének feltárására, de nem jártak sikerrel. Próbálták rábizonyítani, hogy a liberális nemesség, vagy az enyedi ügyvédek bérence, illetve hogy csak haszonszerzés céljából szövetkezett a bányászjobbágyokkal. A korabeli és későbbi történetírás a hiányos ismeretek miatt gyakran vagy a parasztok kizsákmányolására törekvő nőnek írta le, vagy nem foglalkozott az 1848 előtti mozgalommal.
1977-ben szülőfalujában, Halmágyon, a falu templomkertjében állították fel emlékművét. Portréját Constanța Hodoș festette meg. Először Iosif Sterca-Șuluțiu erdélyi román történész írt róla 1877-ben O lacrimă fierbinte című kötetében.
Molnár Ákos A császár dajkája című regényében örökítette meg alakját 1935-ben; Vlaicu Bârna pedig Varga Katalin regénye (Romanul Caterinei Varga) című művében keltette életre a bányászvezért 1960-ban (magyarul három évvel később jelent meg). A róla szóló legfontosabb történészi munkák I. Tóth Zoltán 1951-es Varga Katalin (valamint az ezzel egy időben megjelent Parasztmozgalmak az Erdélyi Érchegységben 1848-ig) és Kiss András 1979-es Varga Katalin pere című kiadványai. A marosvásárhelyi Nemzeti Színház 1955-ben mutatta be Horváth Ágoston Varga Katalin című drámáját Szabó Ernő rendezésében. 1948-ban jelent meg Raffy Ádám róla szóló Erdélyi Szent Johanna című regénye, melyet A havasok asszonya címen Szőts István akart 1949-ben, majd 1956-ban filmre vinni. Ez azonban az államvezetés ellenkezése és Szőts ausztriai emigrációja miatt meghiúsult.
A pártállami szocializmus ideje alatt a helyi takarékszövetkezet, valamint 1948 és 1964 között egy kolozsvári kötöttárugyár (Helios) az ő nevét viselte. 1951-ben a szolnoki leánygimnázium is felvette a Varga Katalin nevet, melyet a mai napig visel. Ez talán I. Tóth Zoltán munkájának megjelenésével kapcsolatba hozható, mivel a gimnázium szoros kapcsolatban állt az azt megjelentető kiadóval. Szintén róla neveztek el egy XIV. kerületi középiskolai leánykollégiumot Budapesten. 1946-tól 1970-es bezárásáig nevét viselte a VI. kerületi leánygimnázium. Ecaterina Varga nevét ma is számos út őrzi Erdélyben.
Varga Katalin mozgalmában különleges, hogy a feudális világban egy magyar nő állt a román parasztok élére. A bányászjobbágyok Doamna Noastră ('a mi asszonyunk') néven emlegették. Varga Katalin munkássága kapcsolta össze Erdélyben Horea felkelését és az 1848-as eseményeket.